# São Pedro (São Paulo)
São Pedro – miasto i gmina w Brazylii, w stanie São Paulo. Znajduje się w mezoregionie Piracicaba i mikroregionie Piracicaba.

## Religia
Chrześcijaństwo jest obecne w mieście w następujący sposób:

### Kościół Katolicki
Kościół katolicki w gminie jest częścią Diecezja Piracicaba.

### Kościół Protestancki
W mieście obecne są najróżniejsze wyznania ewangeliczne, głównie zielonoświątkowe, w tym m.in. Zbory Boże Brazylii (największy kościół ewangelicki w kraju), Zbór Brazylii lub Kongregacja Chrześcijan. Te nominały rosną coraz bardziej w całej Brazylii.